# Apodemus alpicola
Apodemus alpicola és una espècie de mamífer rosegador de la família dels múrids endèmica dels Alps. Són rosegadors de petites dimensions, amb una llargada de cap a gropa de 80 a 111 mm i amb una cua de 101 a 141 mm. Poden arribar a pesar fins a 45 g. Es troba a les zones alpines d'Àustria, França, Alemanya, Itàlia i Suïssa. A Itàlia hi ha poblacions als Alps Lígurs, a la Vall d'Aosta i a Vinschgau.